# African American Civil War Memorial

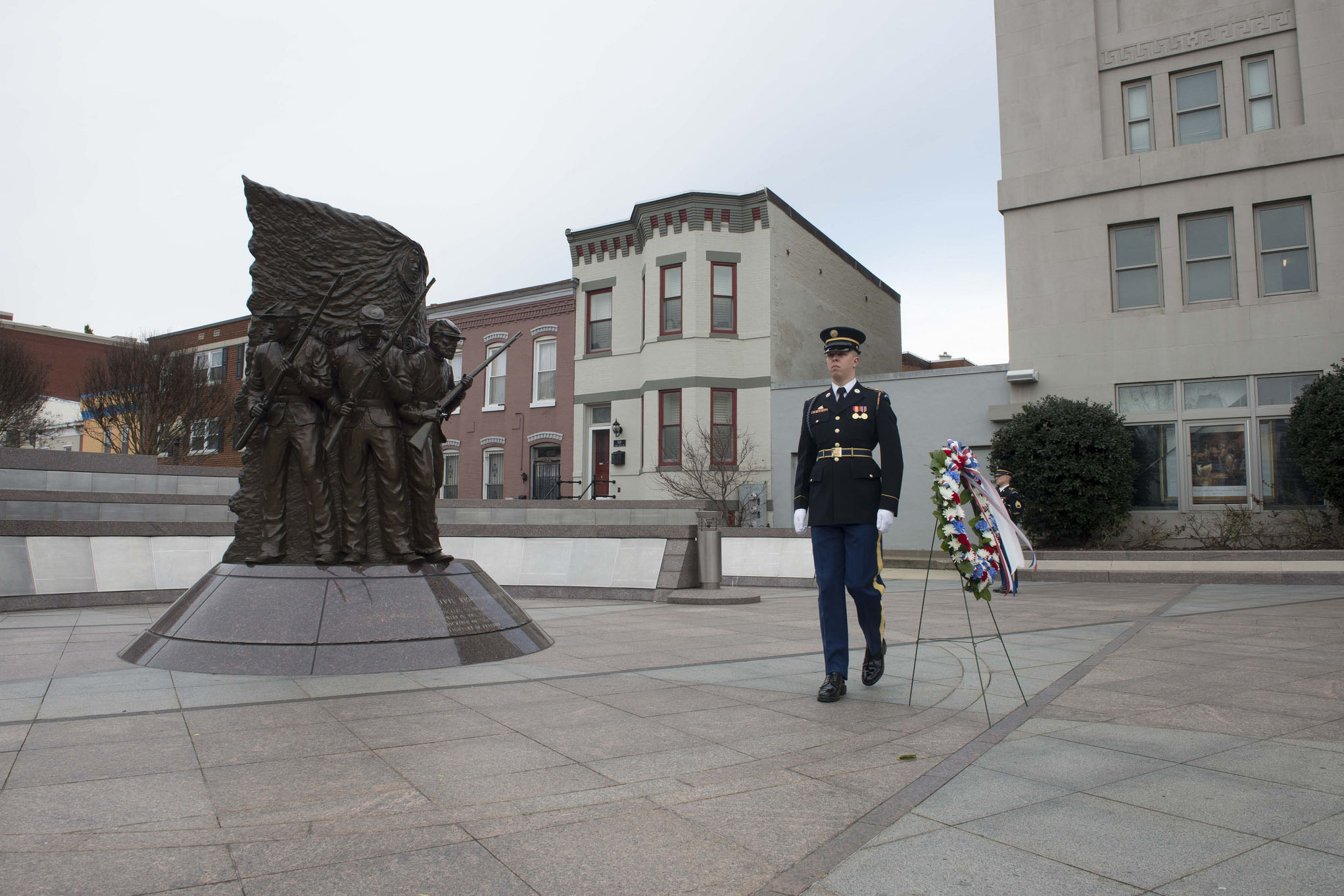
African American Civil War Memorial

L’African American Civil War Memorial est un mémorial situé à Washington, D.C., capitale des États-Unis, à l'angle entre Vermont Avenue, 10th Street, et U Street. Il commémore les 209 145 soldats et marins Afro-Américains qui se battent pour l'Union lors de la guerre de Sécession. Le site est géré par l'agence National Park Service du gouvernement fédéral.
La statue en bronze The Spirit of Freedom (« L'esprit de liberté » en français) est l'œuvre du sculpteur Ed Hamilton, originaire du Kentucky. Elle est commandée par la D.C. Commission on the Arts and Humanities (DCCAH) en 1993 et achevée en 1997, posée au centre du site. Le mémorial comprend une zone piétonne avec des panneaux incurvés où sont inscrits les noms des hommes engagés dans la guerre.